# Limenitis barnesia
Limenitis barnesia är en fjärilsart som beskrevs av William Schaus 1902. Limenitis barnesia ingår i släktet Limenitis och familjen praktfjärilar. Inga underarter finns listade i Catalogue of Life.